# Helmut Polensky

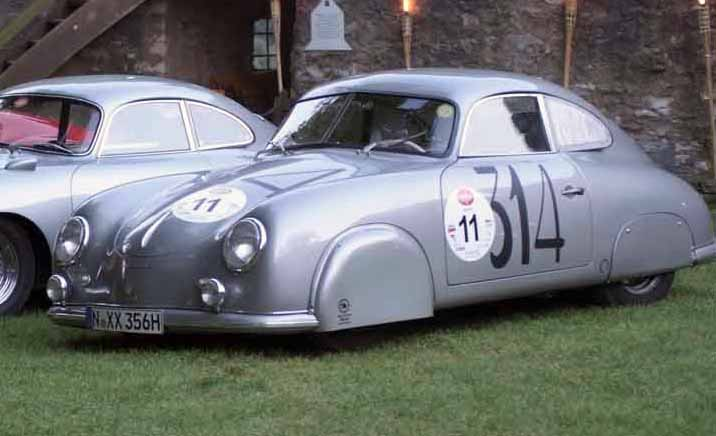
Porsche 356 SL coupé Gmünd, véhicule de tourisme vainqueur des éditions 1952 et 1954 de la course Liège-Rome-Liège, avec Helmut Polensky, et Walter Schlüter (en 1952).

Helmut Polensky, né le 10 octobre 1915 à Berlin et mort le 6 novembre 2011, est un ancien pilote de rallye allemand, mais aussi sur circuits en voitures de sport et en monoplaces (F3 en 1950 - 5e du championnat national).

## Biographie
Distributeur de scooters Vespa à Stuttgart après guerre en 1948, Helmut Polensky organisa le Tour d'Allemagne en Vespa en 1950.
Il construisit également trois monoplaces de Formule 2 à moteur de moto BMW appelées Monopoletta entre 1949 et 1950, et participa aux 24 Heures du Mans de 1954 à 1956 comme pilote, sur Porsche 1497 et 1498 (avec le français Claude Storez en 1956).

## Palmarès
- Premier Champion d'Europe des rallyes, en 1953 sur Porsche 356 Coupé et Fiat 1100 (copilote Walter Schlüter);
- Champion d'Allemagne catégorie sport 2L. en 1939.

## Victoires notables
- 1939 (7 mai - circuit): au Hamburger Stadtpark sur BMW 328 (pour sa 1re compétition automobile, en championnat d'Allemagne des voitures de sport);
- 1939 (6 août): course de côte du Großglockner (Alpes autrichiennes) (2e Huschke von Hanstein, der Rennbaron);
- 1952: Liège-Rome-Liège sur Porsche 356 Carrera cabriolet (1re victoire officielle de la marque en compétitions - copilote Walter Schlüter);
- 1952: IIe rallye Travemünde (copilote Walter Schlüter) sur Porsche[2],[3]
- 1953: IIIe rallye Travemünde (copilote Walter Schlüter) sur Fiat 1100[4];
- 1953: rallye des Alpes (copilote Walter Schlüter) sur Porsche 356;
- 1954: Liège-Rome-Liège sur Gmünd d’usine (Porsche coupé 356 à toit rabaissé) à moteur Carrera 4 arbres, avec Herbert Linge pour copilote cette fois.
- 1954: Grand Prix de Berlin sur Porsche 356 (en championnat d'Allemagne des voitures de sport);
- 1955: indice de performance, 21e Coupe Biennale, et catégorie S.1.5 lors des 24 Heures du Mans (sur Porsche 550/4 RS 1500 Spyder avec Richard von Frankenberg - équipage quatrième au général).